# Jorge Leitão
Jorge Manuel Vasconcelos Leitão, noto semplicemente come Jorge Leitão (Nespereira, 14 gennaio 1974), è un allenatore di calcio ed ex calciatore portoghese, di ruolo attaccante.

## Palmarès

### Giocatore

#### Competizioni nazionali
- Segunda Liga: 1

Beira-Mar: 2005-2006
- Segunda Divisão: 1

Arouca: 2009-2010